# Doença de priónica
A doença priónica, também conhecida como encefalopatia espongiforme transmissível ( EET ), é um grupo de doenças cerebrais que resultam na perda contínua de neurônios.  Os sintomas geralmente incluem dificuldade de pensamento, alterações de personalidade e problemas de coordenação, os quais pioram com o tempo. Outros sintomas podem incluir movimentos bruscos, dificuldade para dormir e convulsões. Podem passar muitos anos desde a exposição até o início dos sintomas. No entanto, uma vez que os sintomas começam, a morte geralmente ocorre em meses ou anos.
A causa principal é uma proteína normalmente presente, mas mal dobrada, conhecida como príon, que resulta no dobramento incorreto de proteínas normais. A doença pode começar espontaneamente, resultar de mutações genéticas herdadas dos pais de uma pessoa ou espalhar-se entre indivíduos. Eles podem se espalhar através do contacto com tecidos infectados ou instrumentos médicos contaminados, mas não se transmitem pelo ar nem pela maioria das formas de contacto casual. O diagnóstico pode ser suspeitado com base no exame e confirmado por biópsia cerebral . Eles resultam em pequenos orifícios no cérebro, dando-lhe uma aparência esponjosa ao microscópio .
As doenças em humanos incluem a doença de Creutzfeldt-Jakob (DCJ), Variante da doença de Creutzfeldt-Jakob (DCJv), o kuru, a prionopatia variavelmente sensível à protease, a síndrome de Gerstmann-Sträussler-Scheinker e a insônia fatal esporádica . Doenças em outros animais incluem encefalopatia espongiforme bovina (EEB), scrapie e doença debilitante crônica . Acredita-se que a vDCJ ocorra pela exposição ao consumo de carne de vaca infectada com EEB.
Não existe tratamento ou vacina específica. A gestão é um cuidado de apoio . A esterilização normal não torna os príons não infecciosos, sendo necessário, em vez disso, lixívia concentrada na forma de hipoclorito de sódio ou aquecimento a um mínimo de 134 °C é necessário. As doenças priónicas são raras. Kuru foi a primeira doença confirmada deste tipo, sendo descrita em 1957.